# D129 (Gers)
De D129 is een 23 km lange departementale weg, die in het Franse departement Gers (regio Occitanie) van oost naar west loopt.

## Loop van de D129
De D129 gaat van de D52 ten noordwesten van Boissède in het oosten, naar de D929 in Seissan. De weg gaat door geaccidenteerd terrein.
Door de noord-zuidligging van de heuvelruggen in het zuidoosten van de Gers zijn er in de oost-westverbindingen vaak veel hoogteverschillen en (scherpe) bochten. De gemiddelde snelheid op die wegen zal, vooral als ze smal zijn, eerder in de buurt van 45 dan 60 km/h liggen.